# Папчиньский, Станислав
Станисла́в Папчи́ньский (пол. Stanisław Papczyński; 18 мая 1631, Подегродзе, Малопольское воеводство — 17 сентября 1701, Гура-Кальвария, Мазовецкое воеводство) — католический святой, основатель конгрегации мариан (MIC).

## Биография
Станислав Папчиньский родился 18 мая 1631 года в деревне Подегродзе, Малая Польша. Учился в колледжах пиаристов и иезуитов, после окончания учёбы принял решение о том, что посвятит жизнь Богу.
2 июля 1654 года он вступил в орден пиаристов, известный также как «Орден бедных регулярных христианских школ во имя Божией Матери», основанный святым Иосифом Каласанским в 1597 году. При поступлении принял монашеское имя Станислав Иисуса и Марии. 12 марта 1661 года рукоположен в священники.
После рукоположения стал известен своими проповедями, обращёнными к интеллектуальной элите, написал учебник по риторике. Несмотря на растущую известность, в 60-х годах XVII века он пережил сложный духовный период, связанный с размышлениями о своём призвании и своей духовной жизни в ордене пиаристов. Наконец в 1669 году он обратился к руководству ордена с просьбой о выходе из него с целью основать нового общества: «Я предлагаю и посвящаю Богу … а также Божией Матери, непорочно зачатой Приснодеве Марии, моё сердце, мою душу и моё тело, не оставляя ничего абсолютно для себя …. Я обещаю служить им ревностно, в целомудрии, до конца моей жизни, в обществе мариан Непорочного Зачатия, которое по благодати Бога я хочу основать».

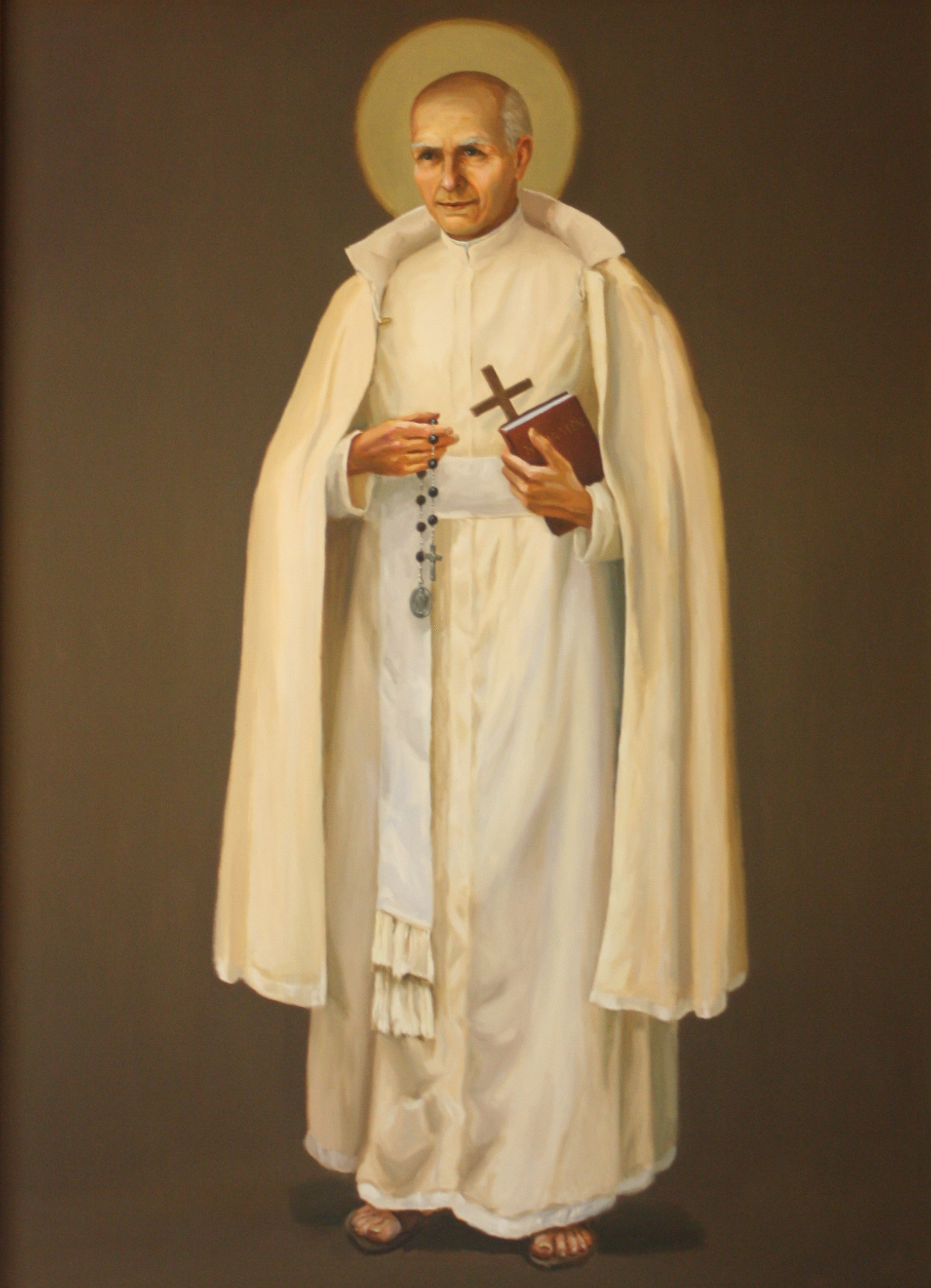

До этого времени не существовало ни одного монашеского ордена или конгрегации, основанного в Речи Посполитой, поэтому многие сомневались в успехе Папчиньского, однако он получил первоначальную поддержку своих планов от епископа Познани.
В сентябре 1671 года он надел белый хабит, который должен быть стать монашеским одеянием членов нового ордена и подготовил будущий устав ордена под именем «Правила жизни».
Два года спустя, около Скерневице, он основал первую обитель ордена, в связи с чем 1673 год считается датой основания ордена мариан. Мариане получили признание на уровне местного епископа, орден стал расти, особое внимание уделяя распространению почитания Непорочного Зачатия Девы Марии. Первые шаги нового ордена проходили в сложное время, Речь Посполитая во второй половине XVII века страдала от бесконечных войн и эпидемий. Миссия ордена постепенно смещалась от затворнической жизни к активной проповеди в церковной среде. Папчиньский призывал обратить особое внимание на качество проповедей и важность таинства исповеди.

В 1690 году, желая добиться утверждения своего детища на общецерковном уровне, Папчиньский в возрасте 60 лет пошёл из Польши пешком в Рим. Прибыв туда он обнаружил, что папа Иннокентий XI скончался, а Святой Престол находится в состоянии sede vacante. Основателю мариан пришлось удовольствоваться одобрением деятельности конгрегации со стороны руководства других католических орденов, пребывавших в Риме.

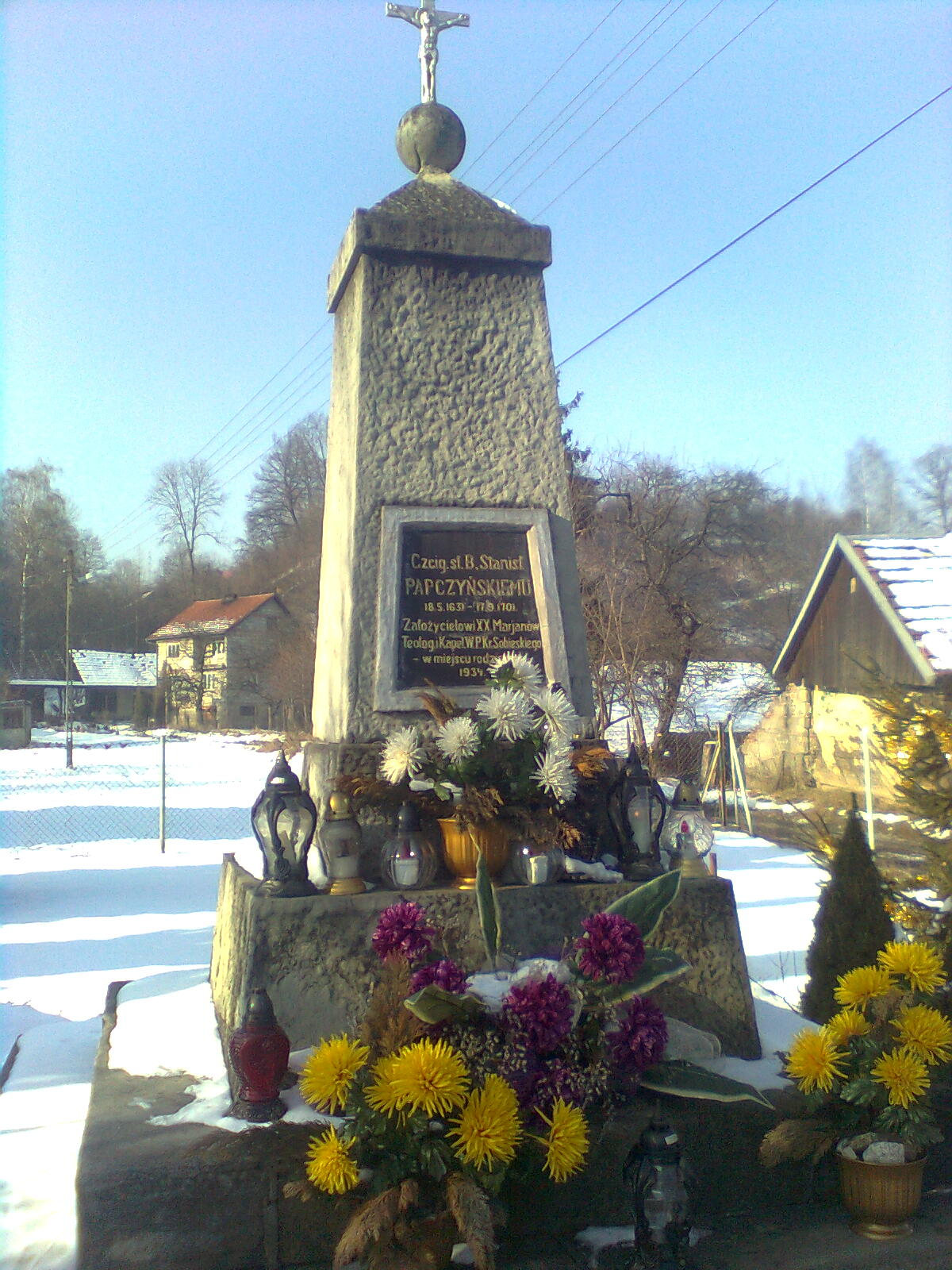
Памятник Станиславу Папчиньскому в родной деревне

В 1699 году он повторил попытку, но был уже слишком стар и немощен, чтобы самому отправиться в Рим. Посланный туда отец Иоахим Козловский добился официального одобрения мариан папой Иннокентием XII, хотя некоторое время после одобрения молодая конгрегация находилась в зависимости от францисканцев.
Папчинский скончался 17 сентября 1701 года в Гура-Кальварии.

## Прославление
16 сентября 2007 года кардинал Тарчизио Бертоне беатифицировал Станислава Папчиньского от имени папы Бенедикта XVI. 5 июня 2016 года папа Франциск его канонизировал. 
День памяти — 17 сентября.